# Брибир (Скрадин)
Брибир (хорв. Bribir) — населений пункт у Хорватії, у Шибеницько-Книнській жупанії у складі міста Скрадин.

## Населення
Населення за даними перепису 2011 року становило 103 осіб.
Динаміка чисельності населення поселення:

## Клімат
Середня річна температура становить 13,90 °C, середня максимальна – 28,66 °C, а середня мінімальна – -0,28 °C. Середня річна кількість опадів – 836 мм.
| Клімат поселення                              | Клімат поселення | Клімат поселення | Клімат поселення | Клімат поселення | Клімат поселення | Клімат поселення | Клімат поселення | Клімат поселення | Клімат поселення | Клімат поселення | Клімат поселення | Клімат поселення | Клімат поселення |
| Показник                                      | Січ.             | Лют.             | Бер.             | Квіт.            | Трав.            | Черв.            | Лип.             | Серп.            | Вер.             | Жовт.            | Лист.            | Груд.            |                  |
| Середній максимум, °C                         | 10,29            | 11,06            | 13,92            | 17,27            | 22,27            | 26,10            | 28,66            | 28,39            | 24,00            | 19,52            | 13,88            | 10,83            |                  |
| Середня температура, °C                       | 5,01             | 5,77             | 8,65             | 11,99            | 16,98            | 20,80            | 24,06            | 23,79            | 19,41            | 14,94            | 9,27             | 6,23             |                  |
| Середній мінімум, °C                          | −0,28            | 0,47             | 3,36             | 6,69             | 11,70            | 15,51            | 19,46            | 19,18            | 14,80            | 10,33            | 4,66             | 1,62             |                  |
| Норма опадів, мм                              | 71               | 64               | 69               | 73               | 60               | 58               | 34               | 49               | 82               | 89               | 102              | 85               |                  |
| Середньомісячна швидкість вітру, м/с          | 2.14             | 2.33             | 2.54             | 2.49             | 2.20             | 1.99             | 2.01             | 1.86             | 1.97             | 2.03             | 2.42             | 2.36             |                  |
| Середньомісячна сонячна радіація, кДж/м²·день | 5221             | 7953             | 11613            | 16331            | 20316            | 22709            | 24443            | 21289            | 15931            | 10203            | 5642             | 4436             |                  |
| --------------------------------------------- | ---------------- | ---------------- | ---------------- | ---------------- | ---------------- | ---------------- | ---------------- | ---------------- | ---------------- | ---------------- | ---------------- | ---------------- | ---------------- |
| Джерело:                                      |                  |                  |                  |                  |                  |                  |                  |                  |                  |                  |                  |                  |                  |